# Associação de Freguesias do Vale do Neiva
Die Associação de Freguesias do Vale do Neiva ist eine portugiesische Gemeinde (Freguesia) im Kreis (Concelho) Ponte de Lima im Nordwesten Portugals.

## Geschichte
Die Gemeinde entstand im Zuge der Gebietsreform vom 29. September 2013 durch die Zusammenlegung der ehemaligen Gemeinden Gaifar, Sandiães und Vilar das Almas. Sandiães wurde Sitz der neuen Verwaltung.

## Demographie
| Freguesia | Freguesia     | Freguesia | Freguesia       | ehemalige Freguesias | ehemalige Freguesias | ehemalige Freguesias | ehemalige Freguesias |
| --------- | ------------- | --------- | --------------- | -------------------- | -------------------- | -------------------- | -------------------- |
| Wappen    | Freguesia     | Einwohner | Fläche in (km²) | Wappen               | Freguesia            | Einwohner            | Fläche in (km²)      |
|           | Vale do Neiva | 903       | 10,27           |                      | Gaifar               | 263                  | 2,29                 |
|           | Vale do Neiva | 903       | 10,27           | Sandiães             | 436                  | 3,31                 |                      |
|           | Vale do Neiva | 903       | 10,27           | Vilar das Almas      | 374                  | 4,67                 |                      |